# Jared Schmidt
Jared Schmidt (Ottawa, 18 aprile 1997) è uno sciatore freestyle canadese, specialista dello ski cross.

## Biografia
Originario di Ottawa e attivo a livello internazionale dal febbraio 2017, Jared Schmidt ha debuttato in Coppa del Mondo il 15 dicembre 2020, giungendo 43º nello ski cross ad Arosa. A Bakuriani, il 27 febbraio 2021, ha ottenuto il suo primo podio nel massimo circuito, classificandosi al 3º posto nella gara vinta dal tedesco Florian Wilmsmann.
In carriera ha preso parte a un'edizione dei Giochi olimpici invernali e non ha mai debuttato ai Campionati mondiali di freestyle.

## Palmarès

### Coppa del Mondo
- Miglior piazzamento nella Coppa del Mondo di ski cross: 21º nel 2023
- 6 podi:
  - 3 vittorie
  - 3 terzi posti

#### Coppa del Mondo - vittorie
| Data             | Luogo       | Paese    | Disciplina |
| ---------------- | ----------- | -------- | ---------- |
| 8 dicembre 2023  | Val Thorens | Francia  | SX         |
| 12 dicembre 2023 | Arosa       | Svizzera | SX         |
| 21 dicembre 2023 | San Candido | Italia   | SX         |

Legenda:

SX = Ski cross